# Schwellenstein

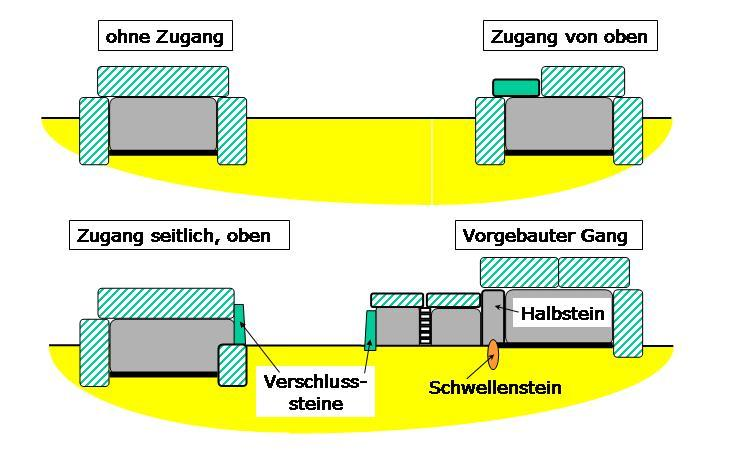
Schwellenstein bei einem Dolmen

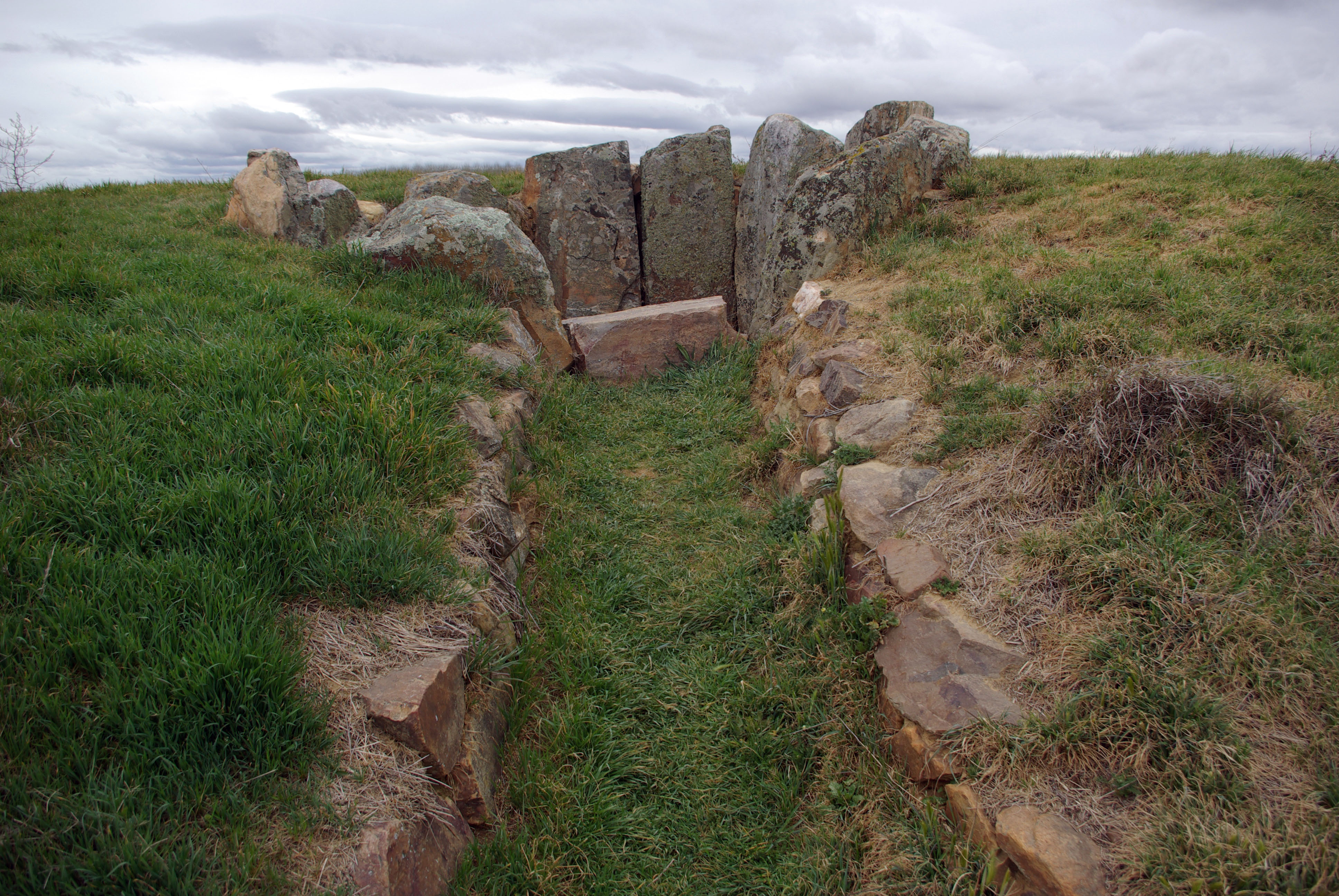
Dolmen von San Adrián, Spanien – am Gangende der Schwellenstein

Der Schwellenstein (englisch treshold stone, sill stone, dänisch tærskelsten, schwedisch tröskelsten) ist eine rechteckige, zugerichtete Steinplatte, die Bestandteil des Zugangs von Megalithanlagen, i. d. R. solcher mit Gang, ist. Die bis zu 0,1 m dicke Rotsandsteinplatte wurde am Übergang zur Kammer in den anstehenden Boden eingelassen. Auch Kultanlagen anderen Typs, wie z. B. Domus de Janas oder westeuropäische Anlagen, haben artifizielle Abtrennungen zwischen Gang bzw. Vorkammer und Kammer.
Schwellensteine kennzeichnen Dolmen, Galerie- und Ganggräber etc. Während bei manchen Ur- und Rechteckdolmen der Verschlussstein der Zugangsseite durch einen massiven Schwellenstein von unterschiedlicher Höhe ersetzt wurde, wurde der Zugang zu erweiterten Dolmen und Großdolmen baulich axial oder koaxial zumeist auf etwa halbe Kammerbreite verengt und ein niedriger Schwellenstein markiert im offen bleibenden Rahmen den Übergang zwischen Gang und Kammer. Bei einigen ganglosen Urdolmen mit Zugang erreicht die Schwelle fast halbe Kammerhöhe und ragte bei Grab 9 im Nordteil des Everstorfer Forstes 0,5 m über die Diele. Ansonsten steht die Oberkante der Schwelle kaum mehr als 0,1 m über dem Dielenniveau. Die Länge der Schwelle entspricht auch bei Polygonaldolmen und Galerie- und Ganggräbern der Breite des Zugangs, der bei den Anlagen der Trichterbecherkultur nur selten 0,7 m überschreitet.
Der auch in westeuropäischen Anlagen vorkommende Schwellenstein (englisch Septal stone) hat mitunter außer der Trennung von Vor- und Hauptkammer oder sakraler Kammer und profanem Gang die Aufgabe, einer Tür- oder Verschlussplatte Halt zu geben. Wurde der Gang (z. B. im Kontext mit Nachbestattungen) für kultische Zwecke genutzt, erhielt er eine Bodenplattierung und einen zweiten, äußeren Schwellenstein.